# Cellamare
Cellamare es una localidad italiana de la provincia de Bari, región de Puglia, con 5.594 habitantes. Para el año 2006 se registrarón 5309 habitantes. Altitud: 105 metros sobre el nivel del mar. Superficie: 5,86 km cuadrados.

## Evolución demográfica
| Gráfica de evolución demográfica de Cellamare entre 1861 y 2006 |
|                                                                 |
| Fuente ISTAT - elaboración gráfica de Wikipedia                 |